# Sint-Michielsgestel
Sint-Michielsgestel (wymowaⓘ) – miasto, siedziba gminy o tej samej nazwie w prowincji Brabancja Północna w Holandii, 7 km od stolicy regionu ’s-Hertogenbosch. Gmina liczy 28 128 mieszkańców (styczeń 2012) i zajmuje obszar 64,40 km² (z czego na wodę przypada 0,35 km²). 

## Położenie
Miasto leży nad płynącą z Belgii rzeką Dommel, dopływem Mozy. 

## Historia
W latach 60. i 70. XX wieku znaleziono liczne dowody osadnictwa rzymskiego na terenie gminy, w tym monety i broń. Pierwsze wzmianki o miejscowości pochodzą z roku 1314, kiedy połączono dobra Herlaer i Gestel. Samo Herlaer istniało już w 1142 i było lennem biskupów z Liège. Ze względu na satelickie położenie względem stolicy regionu, arystokracja chętnie budowała na terenie gminy swoje posiadłości, które przetrwały i są wpisane do rejestru zabytków.

### Beekvliet
W Sint-Michielsgestel istniało od 1815 niższe seminarium duchowne Beekvliet. Współczesny budynek został wybudowany pomiędzy 1909 a 1917. Podczas II wojny światowej zostało przekształcone w obóz jeniecki, podobnie jak wyższe seminarium w Haaren. 14 maja 1942 internowano w Beekvliet 450 Holendrów. Obóz stał się ożywionym ośrodkiem myśli politycznej. Wśród przetrzymywanych byli m.in. pisarze Simon Vestdijk i Anton van Duinkerken, politycy, wśród nich pierwszy powojenny premier Willem Schermerhorn oraz późniejszy laureat Nagrody Nobla Nikolaas Tinbergen (od 9 września 1942). Obóz istniał do 6 września 1944. 
Miasto zostało wyzwolone przez żołnierzy brytyjskich 23 października 1944. 

## Gospodarka
Miasto jest znane z Instytutu Głuchych (Instituut voor Doven). Największym pracodawcą jest stowarzyszone z nim przedsiębiorstwo Kentalis, produkujące pomoce dla niepełnosprawnych. Większość mieszkańców dojeżdża do pracy do innych miast.

## Pozostałe miejscowości gminy
Berlicum, Besselaar, Doornhoek, Haanwijk Hal, Halder, De Bus, De Hogert, De Loofaart, Den Dungen, Gemonde, Heikantse Hoeve Hersend, Hezelaar, Hoek, Kerkeind, Laar, Maaskantje, Middelrode, Nijvelaar, Plein, Poeldonk, Ruimel, Tielse Hoeve, Wielsche Hoeven, Wamberg i Woud.

## Urodzeni w Sint-Michielsgestel
- Ronald Jansen (30 grudnia 1963) – hokeista
- Anneke van Giersbergen (8 marca 1973) – wokalistka rockowa

## Współpraca zagraniczna
- Buk (od 1990)[4]